# Isosterie
Als Isostere werden in der Chemie zwei Moleküle oder Ionen bezeichnet, die dieselbe Anzahl und Anordnung von Atomen (also gleiche Geometrie), jedoch nicht zwingend die gleiche Elektronenkonfiguration aufweisen. Ist zusätzlich die Elektronenkonfiguration identisch, so sind die Teilchen zueinander isoelektronisch. Ist lediglich die Anzahl der Valenzelektronen gleich, spricht man von isovalenzelektronisch.
Isostere Verbindungen haben häufig sehr ähnliche physikalische Eigenschaften, daher kann man vielfach von bekannten Verbindungen Rückschlüsse auf unbekannte isostere Verbindungen ziehen. Dieses Prinzip hat auch in der pharmazeutischen Chemie bei der Suche nach neuen Arzneistoffen Einzug gehalten. Hier wird die Isosterie auch als Bioisosterie bezeichnet.

## Beispiele
Beispiele sind:
1. Kohlenmonoxid (CO) und Stickstoff (N2): Moleküle aus jeweils zwei Atomen und je zehn Valenzelektronen.
2. Kohlendioxid (CO2) und Distickstoffoxid (N2O).
3. Diazomethan (H2CN2) und Ethenon („Keten“, H2C=C=O).
4. Benzol (C6H6) und Borazin (B3N3H6): Moleküle aus jeweils zwölf Atomen und 30 Elektronen.
5. Eine CH-Gruppe im Benzol ist isoster mit dem einen Stickstoffatom im Pyridin (Azalogie).[3]

Isostere Verbindungen lassen sich auffinden, indem man von zwei Atomen einer beliebigen Verbindung eines durch ein Atom aus einer um x höheren Gruppe des Periodensystems und das andere durch ein  Atom einer um x niedrigeren Gruppe des Periodensystems ersetzt. Für das 1. Beispiel weiter oben bedeutet dies: Stickstoff ist in Gruppe 15, während Kohlenstoff in Gruppe 14 (15-1) und Sauerstoff in Gruppe 16 (15+1) ist.

## Geschichte
Der Begriff Isosterie wurde von Irving Langmuir 1919 geprägt und von Hans Erlenmeyer auf biologisch aktive Substanzen ausgedehnt.
Die Isosterie sollte nicht mit der Allosterie oder mit dem Begriff „Isostere“ aus der physikalischen Chemie verwechselt werden.